# Carlos Tejedor partido
Carlos Tejedor  egy partido (körzet) Argentínában a Buenos Aires tartományban. A fővárosa Carlos Tejedor.

## Települések
Localidades
| - Carlos Tejedor - Tres Algarrobos - Colonia Seré | - Timote - Curarú |  |

Parajes
| - Drysdale - Encina - Esteban de Luca - Hereford - Húsares | - Ingeniero Beaugey - Marucha - Necol - Santa Inés |  |

## Népesség
| Népesség | 11.525 | 15.280  | 13.278  | 12.499 | 12.794 | 12.229 | 11.539 |
| Változás | -      | +32,58% | -13,10% | -5,86% | +2,36% | -4,41% | -5,64% |